# Playa de Pampachica
La playa de Pampachica es una playa situada en el margen izquierdo del río Nanay, perteneciente a Iquitos en Perú.

## Descripción
Ubicada en la zona baja del río Nanay cerca de su desembocadura en el río Amazonas, al margen derecho del Nanay se encuentra la misma ciudad de Iquitos, por lo que el acceso al sitio de la playa suele ser corto y en botes. Es la playa natural más concurrida de Iquitos, cuenta con un puesto de vigilancia de la Policía Nacional y solo se permite la presencia de bañistas hasta las cinco de la tarde, aunque en la práctica el horario no se cumple.
Es una playa de arena blanca y poca profundidad que suele tener su período de mayor extensión entre junio a noviembre por la poca presencia de lluvias. Desde el punto de vista social esta playa representa un punto de reunión para la comunidad LGBTIQ+ peruana, dicha zona recibe el apelativo de Pampagay, se le reconoce como un destino del turismo homosexual alrededor del mundo y también es la playa gay más grande del Perú.